# 近藤正憲
近藤 正憲（こんどう まさのり ? - 享保3年2月15日（1718年3月16日））は、江戸時代前期の武士。赤穂藩浅野氏の家臣。甲州流軍学者。源八（げんぱち）と称した。
西村伝碩（大矢知伝碩・近松行重の母方の祖父）の子。妻は、筆頭家老大石良欽の娘ちょう。甲州流兵法の学者近藤正純の養子に入る。正純は寛文2年（1662年）1月2日に死去しているので家督を継いだのはその前後と考えられる。なお、一説に生家の大矢知家は、三河国吉良庄出身だという伝承もある。
正憲は禄高1000石の組頭であり、妻の甥である大石良雄ら藩士に甲州流兵法を教授したと伝えられる（後世花岳寺へ国立博物館から送られた甲州流平山城模型は正憲が設計して作らせたものである）。しかし、元禄10年（1697年）に組頭を解任されて、組外へ編入のうえ蟄居させられている。
元禄15年（1701年）3月の浅野刃傷・赤穂藩改易時にはかなりの高齢だったと見られ、仇討ちの義盟には加わらなかった。享保3年（1718年）2月15日赤穂郊外の中村で死去。随鴎寺に葬られた。法号は臥龍院関鉄道玄大居士。
なお、赤穂城開城後、赤穂浪士の一人吉田兼亮が甲州流兵学を学ぶため正憲のところに通ったという逸話があるが、真相は不明。